# NGC 459
NGC 459 è una galassia a spirale situata nella costellazione dei Pesci a una distanza di circa 584 milioni di anni luce dalla Terra.
Fu scoperta il 15 ottobre 1784 da William Herschel.